# Château de Paley
Le château de Paley est situé sur la commune de Paley, dans le département de Seine-et-Marne.

## Historique
Le monument fait l’objet d’une inscription au titre des monuments historiques depuis le 16 février 1987.